# نيكولا ليندسي
نيكولا ليندسي (بالإنجليزية: Nicola Lindsay)‏ هي كاتِبة بريطانية وأيرلندية، ولدت في 23 يناير 1944.